# Guaranteed Pure Milk bottle
Guaranteed Pure Milk bottle er et vandtårn i Montreal, Quebec, Canada, beliggende på Lucien L'Allier Street 1025. Den 6 ton tunge og 10 meter høje Art Deco-bygning blev designet i 1930 af arkitekterne Hutchison, Wood & Miller som reklame for Guaranteed Pure Milk Company. Tårnet er nu et vartegn for byen.
Den store nittede stålmælkeflaske blev opført af Dominion Bridge Company. Tårnet har kapacitet til 250 m3 vand.
I 2009 blev tårnet restaureret efter år med dårlig vedligeholdelse. Arbejdet blev gennemført takket være frivilliges indsats, $100.000 i private donationer og lobbyvirksomhed af Heritage Montreal.